# Китайська писемність
Китайська писемність (кит.: 中文; піньїнь: zhōngwén, «китайське письмо») — стародавній і загальновживаний спосіб запису китайської мови. Китайські ієрогліфи упорядковані за логосилабічним принципом, а не абетковим. Кожний знак — односилабічне слово, так звана логограма, або односилабічна складова певного слова. Ієрогліф або ієрогліфічна комбінація позначають фізичні об'єкти, абстрактні поняття або вимову.
Знаки китайської писемності, знані як китайські ієрогліфи (кит.: 漢字 / 汉字; піньїнь: hànzì, ханьцзи, «букви Хань»). Вони широко використовуються не лише в Китаї, але також в японській і корейській писемності, а до 1945 року вживалися на письмі у В'єтнамі. У контексті інтернаціоналізації, писемності, засновані на китайській, називають CJK (Chinese, Japanese, Korean) або CJKV (з додаванням Vietnamese). У 20 столітті китайська писемність пережила розкол через політичний розкол самого Китаю на КНР і Республіку Китай. В останній використовують традиційну систему письма, а в першій — спрощену.
Кількість китайських ієрогліфів, згідно з китайським класичним словником Кансі, становить 47 035 знаків. Більше половини з них є архаїзмами і у сучасній китайській мові не вживається. Зазвичай, освічений китаєць повинен знати 4—5 тисяч ієрогліфів. Окрім ієрогліфів існує також спеціальна латиниця для фонетичної передачі китайської мови.

## Історія виникнення

Традиційний (ліворуч) і спрощений запис (праворуч) китайського слова ханьцзи

Вік китайської писемності постійно уточнюється. Останні дослідження датують появу китайської ієрогліфіки 6 тисячоліттям до н. е..
Писемність Цзяху неолітичної культури Пейліган (близько 6600 р. до н. е.) зовні нагадує сучасні китайські ієрогліфи. Однак їхня схожість оманлива, оскільки стародавні прототипи сучасних китайських ієрогліфів виглядали інакше. Хронологічної наступності між символами Цзяху і найдавнішими китайськими ієрогліфами немає. Найімовірніше, це була тупикова гілка писемності або взагалі не писемність.
Згідно з переказами, ієрогліфи винайшов Цан Цзє, придворний історіограф міфічного імператора Хуан Ді. До цього китайці нібито користувалися вузликовим письмом. Згадка про це наводиться у «Даодецзіні» і коментарі до «Ї цзіну».
Найдавніші китайські записи робилися на черепахових панцирах і лопатках великої рогатої худоби. Вони фіксували результати ворожінь. Такі тексти отримали назву цзяґувень (甲骨文). Перші зразки китайської писемності відносяться до останнього періоду правління династії Шан (найдавніші — до XVII століття до н. е.).
Пізніше виникла технологія бронзового литва, і з'являються написи на бронзових судинах. Ці тексти отримали назву цзіньвень (金文). Написи на бронзових судинах попередньо видавлювалися на глиняній формі, відбувалася стандартизація ієрогліфів, вони починали вписуватися в квадрат.

## Піктограми та ідеограми
Основу ієрогліфічної писемності складають найпростіші образотворчі і вказівні знаки.

### Вказівні
До таких знаків відносяться, наприклад, 上 шан і 下 ся, де їх значення «верх» і «низ» позначені вертикаллю над і під горизонтальною лінією, яка ніби імітує вказівний жест. Однак поєднання навіть найпростіших вказівних знаків можуть запозичувати для передачі більш складних і навіть абстрактних понять. Так, вираз 上 … 下 шан … ся означає, в залежності від контексту, не тільки «верхи … низи», «керівники … підлеглі», але і «з одного боку … з іншого боку».

### Образотворчі
Образотворчі ієрогліфи спочатку були примітивним малюнком. Наприклад, рот зображувався півколом, опуклістю вниз, з поперечною лінією зверху; таке походження ієрогліфа 口 коу «рот». Дуга опуклістю вгору і точки під нею служили зображенням неба і крапель; така первісна форма ієрогліфа 雨 юй «дощ». З плином часу малюнки схематизували, і врешті-решт вони набули сучасного вигляду, де від початкової зображувальності не залишилося і сліду. Жоден ієрогліф не зберігся в тій формі, в якій він мав безпосередньо зрозумілу піктографічну виразність. Значення всіх рисуночних знаків, а отже, і всіх найпростіших лексично значущих елементів ієрогліфіки, зараз зовсім умовне.
У китайській писемності рисункові знаки, піктограми, становлять незначну меншість. Набагато значніше число, так званих, ідеограм. Наприклад, ієрогліф 立 лі спочатку мав вигляд малюнка людини, що стоїть, розставивши ноги, до цього зображення додана горизонтальна риска внизу. Водночас цей малюнок являв собою зображення не людини як такої, а її пози, і означав «стояти». У складній ідеограмі умовний сенс випливає зі співвідношення значень частин. Наприклад, ієрогліф 命 мін у первинній формі зображував споруду — святилище або житло правителя (верхня частина ієрогліфа з рискою під нею — зображення даху), перед нею уклінну фігуру людини і зліва від неї рот (в нинішній формі частини 立 і 口); все це зображувало шанобливе вислуховування веління, звідки значення ієрогліфа — «наказ». Як видно з цього прикладу, значення давньої ідеограми, як правило, зрозуміло тільки у світлі тих культурно-історичних умов, в яких вона створювалася.
Ідеограми продовжували складатися і з готових графічних елементів, що вже втратили образотворчий характер і набули чисто умовне значення. Таке походження більшості ієрогліфів, зміст яких в їхньому нинішньому вигляді пов'язаний зі значенням елементів, що входять до них. Такий, наприклад, ієрогліф 伐 фа, який складається з елементів 人 жень «людина» і 戈 ге «спис», і значить тепер «рубати», а спочатку — «ударяти списом (ворога)».

## Фоноідеограми
Більшість ієрогліфів не є ані простими образотворчими знаками, ані ідеограм, і належить до третього, змішаного типу, так званих, фоноідеограм. Одна з частин фоноідеографічного ієрогліфа має назву фонетик, інша — детермінатив. Слово, що позначається ієрогліфом, фонетично тотожне або близьке речі, яку позначає фонетик. Іншими словами, читання знака в цілому приблизно збігається з читанням однієї його частини. Наприклад, ієрогліфи 诽 «злословити, чорнити, паплюжити» і 非, одне зі значень якого «поганий, дурний, зло», обидва вимовляються фей; знаки 柑 «апельсин» і 甘 «солодкий» читаются гань, а знак 蚶 «устриця» — хань. Інша частина знака має ідеографічне значення, тобто визначає область, до якої належить конкретне значення цього знаку, чому і називається «детермінатив».
Існувало два способи створення фоноідеографічних знаків:
- по-перше, фоноідеографічні ієрогліфи з'являлися в результаті позначення нового похідного значення якого-небудь слова новим ієрогліфом, що складається з початкового ієрогліфа і доданого до нього детермінатива. Звучання обох знаків в цьому випадку залишалося однаковим, оскільки вони мали різні значення одного слова. Наприклад, коли слово фей 非 крім значення «поганий, дурний, зло» набуло значення «злословити», був створений новий знак 诽 шляхом додавання детермінатива 言 янь «слово». Згодом наявність окремого ієрогліфа для кожного значення призводила до розпаду спочатку єдиного слова на два окремих. Розвиток кожного з них міг відбуватися різними шляхами і приводити до значного ослаблення зв'язку між ними.

- По-друге, фоноідеографічні ієрогліфи з'являлися в результаті позначення деякого слова новим ієрогліфом, що складається із вже існуючого ієрогліфа з тим самим звучанням (тобто позначає омонімічне слово) і доданого до нього детермінатива. Давньокитайська мова була багатою на омоніми, оскільки число односкладових слів у ній переважало, а кількість самих складів, за умовами її фонетичної системи, було обмеженим. Таким чином, неважко було знайти омонімічне слово і шляхом додавання детермінатива до означуваного ієрогліфа надати останньому нове значення. Так, для позначення слова хань 蚶 «устриця» використаний як фонетик схожий за звучанням знак гань 甘, значення якого «солодкий». До нього долучено детермінатів 虫 чун, який вказує, що значення цього ієрогліфа належить до світу комах, слимаків, тобто створений знак 蚶.

Було б досить легко вивчити читання ієрогліфів, завчивши читання наявних у їх складі фонетиків. Проте звучання первісних фонетиків зазнало багатьох змін: у самому Китаї — впродовж багатовікового існування ієрогліфів, в Японії — при запозиченні ієрогліфів і перетворенні китайського слова в он. Внаслідок цього в наш час[коли?] майже жоден графічний елемент, який служить фонетиком, не має постійного читання навіть в Китаї і тим більше в Японії. Таким чином, із зовнішнього вигляду ієрогліфа не можна в більшості випадків нічого дізнатися про його читання.

## Сполучення ієрогліфів
Важливо відзначити, що ієрогліфи вживаються для позначення відповідних понять як самостійно, так і в складі сполучень декількох (двох, трьох і більше) ієрогліфів. Спрощено це можна пояснити наступним чином. Ієрогліф за своїм походженням — знак, що позначає односкладове слово або односкладову морфему. Якщо йти по шляху позначення всього різноманіття слів відповідними їм і відмінними за виглядом ієрогліфами, то в підсумку доведеться оперувати системою письма, що нараховує сотні тисяч знаків. Замість цього багатоскладові китайські слова записують кількома ієрогліфами — за принципом один знак на склад (який, як правило, відповідає одній морфемі).

### Корінь + суфікс
Наприклад, корінь 鸟 (піньїнь: niao3, «птах»), поєднуючись із популярним суфіксом 儿 (er, в його значенні зменшувального суфікса) утворює слово піньїнь: niao3 r (Niǎo er) (пташка), що записується 鸟儿. Корінь 瓜 (піньїнь: gua1, гарбуз) зі зменшувальним суфіксом 子 (Zi «насіння», «сім'я») дає 瓜子 (піньїнь: gua1 — гарбузова або соняшникова насінинка).

### Корінь + корінь
Потужним словоутворюючим прийомом в китайській мові є поєднання двох коренів. На зразок таких українських слів як «пароплав», «далекобійний», значення коренів у взаємодії описують значення поняття, означуваного складеним словом. Наприклад, назви транспортних засобів — часто двокорінні (або навіть більш складні) слова, до складу яких входить корінь 车 че(«візок»):
- 火车 huǒchē «поїзд» (в узагальненому сенсі, як вид транспорту) (з 火 huǒ «вогонь»);
- 列车 lièchē «склад (поїзда)» (з 列 liè, «сполучати»);
- 汽车 qìchē «автомобіль» (з 汽 qì, «газ»).

Назви різного роду місць часто формуються з коренем 场 chǎng («місце, майданчик»):
- 农场 nóngchǎng «ферма» (з 农 nóng, «сільське господарство»);
- 工场 gōngchǎng «завод» (з 工 gōng, «робота»);
- 战场 zhànchǎng «поле бою» (з 战 zhàn, «війна»).

У багатьох випадках один з коренів, що входять в складне слово, втрачає своє первинне значення, і використовується майже як суфікс. Наприклад, корінь «народжуватися» 生 шен утворює такі слова як xuésheng 学生 «студент» (із коренем «вчитися» 学 xué), або yīshēng 医生 «лікар» (із коренем «медицина» 医 yī).
Крім цього поєднання двох протилежних за змістом коренів можуть утворювати слово, пов'язане за змістом з ними обома, чи якесь абстрактне поняття:
- 东西 піньїнь: dong1 «річ» (东 піньїнь: dong1 — «схід», 西 піньїнь: xi1 — «захід») (другий елемент у цьому випадку приймає нейтральний тон);
- 大小 піньїнь: da4 «розмір» (大 — «великий», 小 — «маленький»).
- 多少 піньїнь: duo1 «скільки» (多 піньїнь: duo1 — «багато», 少 піньїнь: shao3 — «мало»).

Таким шляхом, обмеженим (хоча і значним) числом ієрогліфів, які мають певні значення, можна позначити широке різноманіття понять.

## Багатоскладові морфеми
На відміну від української мови, багатоскладові морфеми мало поширені в китайській мові. Виходячи з існуючого правила — один ієрогліф на склад, для складів таких морфем використовується кілька ієрогліфів, які не мають значення окремо один від одного.
Наприклад, слово shānhú («корал», запозичення з перської) важко розбити на складові частини, що мають незалежний сенс. Природно вважати, що воно складається з одного двоскладового кореня. Однак, оскільки воно двоскладове, його записують двома ієрогліфами 珊瑚. Кожен з них (珊 shān і 瑚 hú) зараз не має ніякого іншого значення, крім як «перший склад слова shānhú» і «другий склад слова shānhú», і окремо не використовується (за винятком, можливо, скорочень). У своїх споконвічних значеннях 珊 і 瑚 більше не вживаються. Інший приклад широко відомий — 蝴蝶 húdié «метелик». З ієрогліфів, що використовуються для його запису, 蝴 (hú) практично ніколи не використовується самостійно, а 蝶 (dié) використовується хіба що в декількох складних словах книжкового характеру (蝶骨, diégǔ, «клиноподібна кістка»), (лат. os sphenoidale, тобто буквально «метеликоподібна кістка»).
Подібним чином відбуваються запозичення з інших мов іноземних імен та географічних назв в наші дні. Наприклад, 克隆 kèlóng — «клон» або 莫斯科 Mòsīkè — «Москва». У цьому випадку первісне смислове значення ієрогліфів, які використовуються для запису складів, не є суттєвим. Щоб полегшити розуміння тексту, для цілей такої транскрипції використовуються, за можливістю, ієрогліфи, порівняно рідко використовувані в своєму основному значенні (наприклад, тому що слово, яке вони спочатку означали, вийшли з ужитку в сучасній мові). Так, в типовому сучасному тексті ієрогліфи 克 і 斯 більш імовірно зустріти в їх «фонетичній» ролі — для запису складів ke і si у словах іноземного походження — ніж у своїх «смислових» значеннях (克 kè: «підкорити, здолати»; 斯 sī: «цей»).
Зауважимо, що на відміну від китайської мови, в японській мові немає правила «один ієрогліф — один склад», тому один кандзі може використовуватися для запису багатоскладового японського кореня.

## Елементи і правила письма

Приклад порядку накреслення рисок китайського ієрогліфа

### Напрямок письма
Традиційно китайці писали зверху вниз, а стовпці йшли справа наліво. У деяких випадках (наприклад, на вивісках) використовувалося горизонтальне письмо справа наліво.
Пізніше почав використовуватися також «європейський» спосіб письма — горизонтально зліва направо. У КНР та Північній Кореї зараз майже завжди використовується горизонтальне письмо. В Японії, Південній Кореї і на Тайвані вертикальне письмо часто використовується в художній літературі та газетах, у наукових виданнях практично завжди використовують горизонтальне письмо.

### Пунктуація
У класичній китайській пунктуація використовувалася дуже мало, переважно зустрічалися крапка (。) і краплеподібна кома (、). Перша використовується для завершення пропозиції, а її зовнішній вигляд пов'язаний з тим, що європейська точка (.) може бути помилково прийнята за частину останнього в реченні ієрогліфа.
У сучасній китайській мові крім традиційних символів широко використовуються європейські знаки пунктуації (, ; : ? !). При цьому європейська кома і краплеподібна кома мають різний зміст. Так, краплеподібна кома переважно служить для розділення однорідних членів речення, що слідують один за одним. Європейська кома поділяє граматичні конструкції, наприклад, частини складносурядного речення.
Інші символи: дужки （ ）【 】［］ (), лапки 《》〈〉「」『 』﹁﹂ "", крапка посередині ·, знаки повтору та інші.

### Основні елементи ієрогліфів

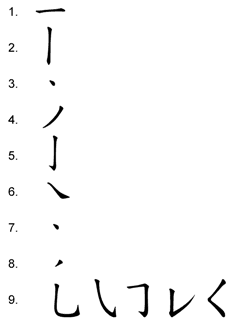
Основні графічні елементи китайського ієрогліфа

Основні графічні елементи китайського ієрогліфа:
- 1. Горизонтальна риска
- 2. Вертикальна риска
- 3. Крапка
- 4. Похила ліворуч
- 5. Гак
- 6. Похила праворуч

Точка може писатися:
- - 7. зверху вниз
  - 8. знизу вгору
- 9. Похідні елементи

Правила написання:

Вісім принципів написання ієрогліфу ЮН

- Горизонталь пишеться зліва направо.
- Ієрогліф пишеться зверху вниз.
- Вертикаль, яка перетинає горизонталі, пишеться після них (однак нижня горизонталь, якщо вона не перетинається, пишеться після вертикалі).
- Крапка праворуч пишеться в останню чергу.

Методичне узагальнення деяких головних рис писання простих ієрогліфів отримало назву «Вісім принципів ієрогліфу юн» 永字八法 (див. Eight Principles of Yong).

### Ієрогліфи з найменшою і найбільшою кількістю рисок
Кілька найпростіших ієрогліфів мають лише по одній рисці. Крім широко відомого 一 ї «один», ще є ієрогліфи 丨 ґунь (gǔn, «паличка»), 亅 цзюе (jué) та 丿 пє (piě, альтернативне накреслення 撇). Два останніх позначають лише відповідні каліграфічні елементи.
Ієрогліф з найбільшою кількістю рис з відомих нині — японський: «» отодо, дайто, тайто. Він складається з 3-х ієрогліфів «龍» лун «дракон» і 3-х ієрогліфоів «雲» юнь «хмара», у результаті ієрогліф складається з 84 рис і означає «вид дракона в польоті». Цей ієрогліф внесений до списків кодування TRON. Друге місце за кількістю рисок посідає складений із 4-х «龙» китайський ієрогліф /𪚥 (U+2A6A5) чже «багатослівний», що має 64 риски і включений в Юнікод в рамках Han unification. Третій — китайський 䨻 бен «звук грому»- складається з 4-х «雷» і має 52 риски, включений до списків «Шовень цзєцзи».

### Повні і спрощені ієрогліфи

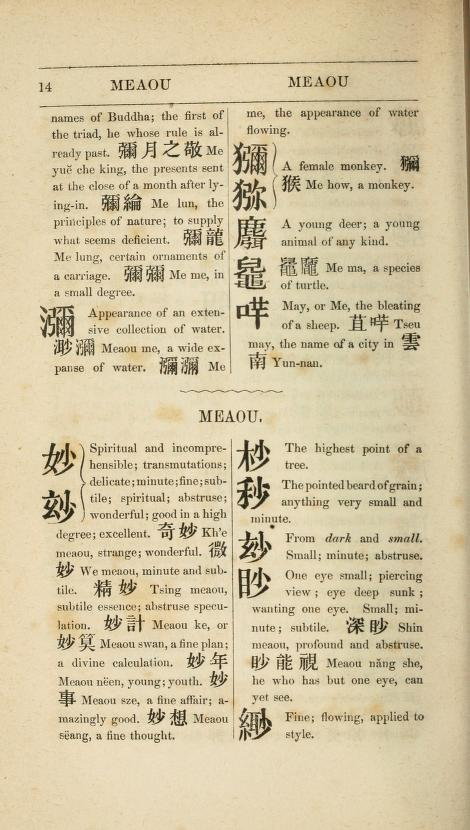
Деякі «спрощені» ієрогліфи (напр. 猕, mi, використовується у слові 猕猴, mihou, «макака») існували в минулому як варіанти стандартних ієрогліфів (獼). (Словник Моррісона, первісно виданий ~1820 р.)

В даний час багато ієрогліфів існують в трьох варіантах: спрощеному (китайський варіант), спрощений (японський варіант) і традиційному.
Спрощені ієрогліфи для китайської мови розроблені в КНР в 1950-х роках, і слугують офіційною письмовою системою в країні з 1956 року. Деякі зміни додатково внесені 1964 року. Подальші реформи введені 1977 року, але незабаром (1986 рік) скасовані. Після цього було оголошено, що подальших змін не передбачається.
Сингапур також офіційно прийняв розроблені в КНР спрощені ієрогліфи (1969, 1974, 1993 роки). За його слідами пішла і сусідня Малайзія (1981 рік).
Традиційні (повні) ієрогліфи продовжують використовуватися в Кореї, на Тайвані і в Гонконзі. У китайських громадах США і Канади також поки переважають традиційні (повні) ієрогліфи, але в багатьох європейських містах, де китайське населення з'явилося порівняно недавно і має коріння в КНР, а не Гонконгу, спрощені ієрогліфи отримують ширше застосування. Крім того, в КНР і Сингапурі повні ієрогліфи можуть використовуватися при перевиданні старих книг і в художніх цілях.
У Японії спрощені японські ієрогліфи введені 1946 року. Деякі ієрогліфи були спрощені у КНР та у Японії по-різному.

## Діалектні форми ієрогліфів
У низці китайських діалектів, передусім в кантонському, нині існує активний процес виникнення нових знаків, що не існують в літературній китайській мові. Використання даних знаків не регулюється офіційними органами, вони не фіксуються у словниках, що видаються в КНР. Відсутні вони і в більшості шрифтів. Йдеться насамперед про неологізми, звучання яких в діалектах відрізняється від путунхуа. У путунхуа, як і в діалектах, для неологізмів нові знаки зазвичай створюються за принципом радикал-детермінатив + фонетичний знак, і в зв'язку з відмінностями звучання для одного і того самого терміну знаки можуть вийти різними. У кантонському діалекті нові знаки найчастіше утворюються за допомогою радикала «рот» (у путунхуа він найчастіше використовується для чисто фонетичних символів, які втратили словесне значення), а усталені в побуті знаки з часом змінюють радикал «рот» на радикал-детермінатив.

## Кількість ієрогліфів

### У повсякденному вжитку
Через безперервні і поступові зміни ієрогліфів неможливо визначити їх точну кількість. Повсякденно вживаних ієрогліфів кілька тисяч. Згідно зі статистикою, 1000 повсякденних ієрогліфів покривають 92 % друкованих матеріалів, 2000 можуть покрити більше 98 %, а 3 000 ієрогліфів вже покривають 99 %. Статистичні результати за спрощеними і традиційним ієрогліфами розрізняються незначно. 3000 ієрогліфів достатньо для читання газет і неспеціалізованих журналів[джерело?].
Після дев'яти років навчання у школі очікується, що китайський учень розумітиме 3500 та вмітиме писати 3000 ієрогліфів. Після другого класу ці кількості становлять 1600 та 800 ієрогліфів відповідно. Проте стандартом грамотності у КНР вважається освоєння 1500 знаків у сільській місцевості та 2000 знаків у містах, а також для робітників і службовців на селі (хоча 1500 знаків недостатньо для повноцінного розуміння сучасної китайської мови).

### У словниках
Великі однотомні тлумачні або двомовні словники включають, як правило, 6000—8000 ієрогліфів. Серед цього обсягу чимало дуже рідковживаних ієрогліфів, наприклад, вживаних у назвах ритуальних предметів старовини або медикаментів традиційної китайської медицини. Словник ієрогліфів «Чжунхуа цзихай» (中华字海) видання 1994 року містить 87 019 ієрогліфів.
Вперше кількість усіх наявних ієрогліфів підрахував за часів династії Хань китайський учений Сюй Шень у праці «Шовень цзецзі» (说文解字). Кількість ієрогліфів склала 9353. Пізніше за часів Південних династій Гу Еван (顾野王; 519—581) склав «Юйпянь» (玉篇), який налічував 16 917 ієрогліфів. Після його переробки з'явилася нова робота «Дагуан іхуей юйпянь» «大广益会玉篇», за одним зі свідчень, вона налічувала 22 726 ієрогліфів. За династії Сун група вчених створила «Лей пянь» (类篇), що містив 31 319 ієрогліфів. Інша група вчених уклала книгу «Цзі юнь» (集韵), яка містить 53 525 ієрогліфів. Зі словників того часу він містить найбільшу кількість ієрогліфів.
Ієрогліфічні словники сучасної ери, які прагнуть відобразити як ієрогліфи, що вживають сьогодні, так і ті, що трапляються в пам'ятках літератури, містять велику їх кількість. Наприклад, праця «Кансі цзидянь» (康熙字典), створена за династії Цин, містить 47 035 ієрогліфа. Великий китайсько-японський словник (大汉和字典 дай канва дзітен) містить 48 902 ієрогліфи і понад те 1062 ієрогліфа в додатках. Тайванський «Чжунвень та цзидянь» (汉语大字典) містить 49 905 ієрогліфів. Китайський «Ханьюй та цзидянь» (汉语大字典) містить 54 678 ієрогліфів. Новітній словник «Чжунхуа цзихай» (中华字海) містить 85 568 ієрогліфів і складається зі словників «Ханьюй та цзидянь» (汉语大字典), «Чжунвень та цзидянь» «中文大字典», «Кансі цзидянь» «康熙字典» і «Шовень цзецзи» «说文解字». Вже у 21 столітті в Японії вийшов словник «Ніхон кінсекі модзіке:» (日本今昔文字镜), що містить найбільшу кількість ієрогліфів в цей час — 150 тисяч.

## Музей китайської писемності

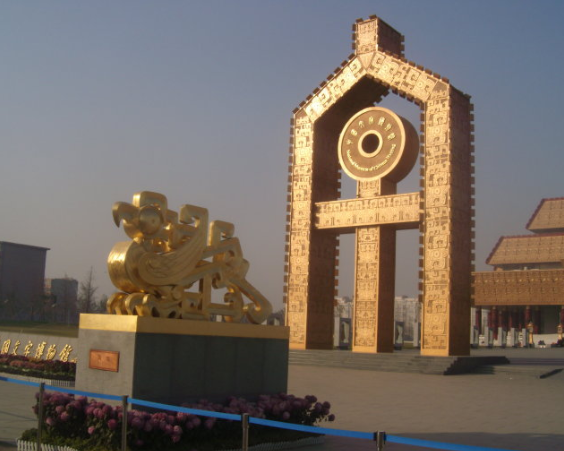
Скульптура «Ієрогліф» 字 на вході у музей (ширина 10 м)

У 2009 році в Аньяні (місце винайдення цзяґувень, пров. Хенань) відкрито величезний Музей китайської писемності 中國文字博物館, із загальною територією 11,67 га (175 му 亩) та будівлями площею 72 000 м². Окрім приміщень для виставок та просвітньої діяльності, музей також має дослідницький центр. Музей очолює провідний палеограф країни Лі Сюецінь 李学勤.